# کاستلوچیو دی ساوری
کاستلوچیو دی ساوری (به ایتالیایی: Castelluccio dei Sauri) یک کومونه در ایتالیا است که در استان فوجا واقع شده‌است.

## خصوصیات
کاستلوچیو دی ساوری ۵۱٫۳۱ کیلومترمربع مساحت و ۱٬۹۵۲ نفر جمعیت دارد و ۲۸۴ متر بالاتر از سطح دریا واقع شده‌است.